# 下山口新田
下山口新田（しもやまぐちしんでん）は、埼玉県さいたま市緑区の大字。郵便番号は336-0925。北部は芝川第一調節池の建設が進んでいる。

## 地理
さいたま市緑区東部の沖積平野（見沼低地）に位置する。地区の東側で川口市大字行衛や同大字差間、南側で川口市大字東内野や同大字木曽呂、西側で大字大間木や大字大牧、北側で大字大崎や大字間宮と隣接する。また、西側では大字蓮見新田ともわずかに隣接し、北西側では対角線上に大字見沼も位置している。全域が市街化調整区域である。北部は見沼の干拓によってできた新田であり、昔から八丁堤より南部に集住していた。現在も地区内では八丁堤付近に住居がある。見沼代用水東縁と芝川に囲まれた南北に長い区域を有しており、かつて見沼であった付近には治水のための芝川第一調節池が建設され、西側の池となる。

## 地名の由来
1728年（享保年間）に行われた見沼の干拓は、殆どが村請けで持添新田開発として実施されたが、上山口新田と下山口新田のエリアは町人請けとし、江戸の商人鯉屋藤左衛門が開発した。鯉屋の姓が山口であったことから、北部にある方を上山口新田、南部にある方を下山口新田と名付けた。

## 歴史
もとは江戸期より存在した武蔵国足立郡三沼（見沼）領のうちの下山口新田であった。村高は『天保郷帳』では168石余であった。村の規模は東西3町余、南北8町余で、化政期の戸数は16軒であった。南端の八丁堤には赤山街道が通っていた。
- 1728年（享保13年）に開墾して下山口新田が成立。同年に検地を実施。発足時は幕府領で以降変遷無し[5]。
- 幕末時点では足立郡下山口新田であった。明治初年の『旧高旧領取調帳』の記載によると、代官大竹左馬太郎支配所が管轄する幕府領であった[7]。
- 1868年（慶応4年）6月19日 - 旧幕府領が武蔵知県事・山田政則（忍藩士）の管轄となる。
- 1869年（明治2年） 
  - 1月13日 - 武蔵知県事・宮原忠英の管轄区域に大宮県を設置、同県の管轄となる。県庁は東京府馬喰町に置かれる。
  - 9月29日 - 県庁が浦和に置かれ浦和県に改称。
- 1871年（明治4年）11月13日 - 第1次府県統合により埼玉県の管轄となる。
- 1879年（明治12年）3月17日 - 郡区町村編制法により成立した北足立郡に属す。郡役所は浦和宿に設置。
- 1889年（明治22年）4月1日 - 町村制施行に平行して大牧、中尾、大間木、井沼方、下山口新田、蓮見新田4箇村2新田が合併し、尾間木村が成立[8]。尾間木村の大字下山口新田となる[5]。
- 1940年（昭和15年）4月17日 - 尾間木村は同郡三室村と共に浦和市へ編入され、[9]、浦和市の大字となる。
- 1979年（昭和54年） - 芝川第一調節池の造成に着手する。
- 1995年（平成7年） - 地内に浦和くらしの博物館民家園（現、さいたま市立浦和くらしの博物館民家園）が開設される。
- 2001年（平成13年）5月1日 - 浦和市が、与野市、大宮市と合併しさいたま市となり、さいたま市の大字となる。
- 2003年（平成15年）4月1日 - さいたま市が政令指定都市に移行しさいたま市緑区の大字となる。

## 世帯数と人口
2017年（平成29年）9月1日現在の世帯数と人口は以下の通りである。
| 大字       | 世帯数  | 人口  |
| ---------- | ------- | ----- |
| 下山口新田 | 139世帯 | 336人 |

## 小・中学校の学区
市立小・中学校に通う場合、学区（校区）は以下の通りとなる。
| 番地 | 小学校                 | 中学校                   |
| ---- | ---------------------- | ------------------------ |
| 全域 | さいたま市立大牧小学校 | さいたま市立尾間木中学校 |

## 交通

### 鉄道
- 地区内を武蔵野線が通るが、鉄道駅は無い。武蔵野線東浦和駅がおよそ700メートル西にある。

### 道路
- 国道463号
- 埼玉県道・東京都道103号吉場安行東京線

## 史跡
調節地建設が進む北部の字四本竹には四本竹遺跡があった。1991年（平成3年）の発掘調査で竹が群集して立てられた状態で発見され、古銭も発見された。氷川女体神社で行われる御船祭の渡御水域の祭祀場跡である。見沼の干拓によって儀式の執行が不可能になり、祭祀は廃止された。
- 見沼通船堀

## 施設
- さいたま市浦和くらしの博物館民家園
- 稲荷社
- 厳嶋神社